# Nagrom
Nagrom az Amerikai Egyesült Államok északnyugati részén, Washington állam King megyéjében elhelyezkedő kísértetváros.
A települést a Morgan Lumber Company hozta létre; nevét a cégalapító Elmer G. Morganről kapta (a „Nagrom” a „Morgan” megfordításával keletkezett). A Northern Pacific Railway vasúti szárnyvonala, a postahivatal és a telefonközpont 1911-ben nyílt meg.
1914 és 1918 között az ipari tevékenység miatt a környékbeli vizek szennyezettek voltak; a hastífusztól való félelem miatt a hatóságok azt tanácsolták a lakóknak, hogy a vizet fogyasztás előtt forralják fel.
A fakitermelés 1911 és 1924 között folyt; a település népessége 1921–1922-ben elérte a 450 főt. Nagrom mára teljesen elnéptelenedett.

## Fordítás
- Ez a szócikk részben vagy egészben  a   Nagrom, Washington című angol Wikipédia-szócikk ezen változatának fordításán alapul.  Az eredeti cikk szerkesztőit annak laptörténete sorolja fel. Ez a jelzés csupán a megfogalmazás eredetét és a szerzői jogokat jelzi, nem szolgál a cikkben szereplő információk forrásmegjelöléseként.